# Sarah Proud

a Compétitions nationales et continentales officielles uniquement.

Sarah Proud, née le 4 octobre 1988 à Bourges[réf. nécessaire], est une joueuse internationale française de rugby à XV.

## Biographie
En club, elle évolue notamment avec celui de Limoges.
Elle est sélectionnée en équipe de France féminine en mai 2010 pour le compte du Trophée européen. Elle dispute deux des quatre matches de la compétition contre la Belgique et les Pays-Bas,.